# KFormula
KFormula es un editor de fórmulas matemáticas integrado, incluido dentro de la suite ofimática KOffice.
Proporciona métodos sencillos y ayudas para introducir fórmulas de elevada complejidad.
Las fórmulas creadas con KFormula pueden incluirse fácilmente dentro de otros documentos de KOffice. 